# Гермоген (Добронравін)
Гермоге́н Добронра́він (в миру Костянтин Добронравін, 21 лютого 1820 слобода Московська Слов'янка, Царськосільський повіт, Санкт-Петербурзька губернія - 17 серпня 1893 Санкт-Петербург) — єпископ Відомства православного сповідання Російської імперії, єпископ Псковський і Порховський.

## Біографія
Син священика Санкт-Петербурзької єпархії. Навчався в Олександро-Невському духовному училищі, потім - в Петербурзькій духовній семінарії (1841) і академії.
Після закінчення академічного курсу 3-м магістром в 1845 році Добронравін був призначений учителем філософії і латинської мови в Московську духовну семінарію.
Отримавши в духовній школі своє прізвище за лагідність, доброту і привітність, Гермоген на все життя зберіг ці якості. На всіх теренах він відрізнявся неухильним виконанням своїх обов'язків. У Московській семінарії він мав позитивний вплив на своїх учнів.
У 1846 році був висвячений на священика до церкви Санкт-Петербурзького Волкового цвинтаря.
У 1854 році він був переведений в книжники та настоятелі церкви 3-ї Санкт-Петербурзької гімназії. У гімназії він викладав до 1869 року і мав репутацію «розумного, доброго і впливового наставника».
Будучи законовчителем, він був членом конференцій Санкт-Петербурзької духовної академії, Академічного Комітету для видання духовно-моральних книг і Комітету духовної цензури.
Зведений в 1864 році в сан протоієрея, Добронравін в 1869 році був призначений наглядачем Олександро-Невського духовного училища.
Чужий до всяких нововведень у викладанні, він вимагав від учнів твердого знання застарілого в главах інших книжників Филаретового Катехізису, але знання виразного з ясним розумінням всіх текстів, заучувати неодмінно слов'янською мовою; кожен текст читав він по книзі і пояснював буквальне значення кожного слова; старі слова в Катехізисі заміняв новими, змінював стару розстановку слів;
все це переправляв олівцем у своїй книзі і звелів те ж саме робити дітям в їх книгах. У духовному училищі його уроки за «церковним статутом» були «змістовні і цікаві», і у нього «вчилися не тому, що доводилося мати справу з доглядачем, а тому, що знайомство з предметом відбувалося під керівництвом досвідченого і вправного вчителя»; він на всіх уроках заміняв відсутніх учителів, і в 1872-1873 навчальному році прекрасно підготував учнів до екзамену з російської мови, «ходив сумлінно на кожен урок, просто і зрозуміло повідомляв і роз'яснював правила російської граматики».
Овдовілий в 1854 році, протоієрей Добронравін, влаштувавши долю єдиної доньки 1 вересня 1873 року прийняв чернецтво з ім'ям Гермоген. 8 вересня він був зведений в сан архімандрита, 28 вересня призначений єпископом Виборзьким, вікарієм Санкт-Петербурзької митрополії, і 21 жовтня хіротонізований.
На єпископське служіння Гермоген дивився як на подвиг: «Іду, говорив він при нареченні в єпископа, з твердим наміром цілком віддати свої сили на служіння Богу, невпинно і невсипно стояти на сторожі віри і Церкви, мужньо боротися з її ворогами і навіть бути готовим і постраждати за істину Христову».
З 9 вересня 1876 року - єпископ Ладозький, вікарій Санкт-Петербурзької єпархії.
24 квітня 1882 року одержав самостійну Таврійську єпархію.
9 березня 1885 року було переведено до Львова.
У єпархіях він піклувався про освіту пастви за допомогою духовно-просвітницьких товариств і позабогослужбових бесід, про піклування вдовами і сиротами духовенства і про виховання його дітей. «Це дітище моє», говорив він про Псковське єпархіальне жіноче училище.
Викликаний в 1893 році в Санкт-Петербург для присутності у Св. Синоді, Гермоген захворів на запалення легенів і помер о 4 годині ранку 17 серпня на Синодальному Благовіщенському подвір'ї. Похований в Ісідорівській церкві Олександро-Невської лаври біля правого криласу.

## Богословські, історичні роботи і творчість
Гермоген залишив після себе багато науково-літературних праць, частина яких залишилася не надрукованою. Він видав низку посібників з церковної історії та літургіки: «Коротка історія російської церкви», «Нарис історії слов'янських церков», «Нарис історії християнської церкви», «Літургіка, або Вчення про богослужіння православної церкви», що витримало 6 видань, «Про Таїнства православної церкви», «Нарис вчення і богослужіння Вірменської церкви» (його магістерська дисертація) і видав у 1887 році історико-статистичний опис Таврійської єпархії під назвою «Таврійська Єпархія»; збирав матеріали для такого ж опису Псковської єпархії.

## Праці
- «Утешение в смерти близких сердцу.» СПб., 1854. М., 1997, 2003;
- «Очерк истории христианской Церкви...: Век I-IX.» СПб., 1866;
- «Краткая история Русской Церкви...: Век X-XIX.» СПб., 1866; Высокопреосв. Филарет, митр. Московский и Коломенский. СПб., 1868;
- «Воспоминания о преосвященном Антонии, архиепископе Воронежском.» СПб., 1869;
- «Георгий, затворник Задонского монастыря.» СПб., 1869; Рос. библ. об-во. СПб., 1869;
- «Очерк истории славянских Церквей.» СПб., 1873;
- «Вечерние беседы отца с детьми о пении при богослужении и о церковной музыке.» СПб., 1876;
- «Справочный листок о церквах и духовенстве епархиального ведомства в С.-Петербургской епархии за 1876 г.» // ЦВ. 1877. № 28. С. 8-11; № 30. С. 13-16; № 32. С. 6-9; № 34. С. 9-10; № 35. С. 7-8; № 36. С. 10-13;
- «Литургика.» СПб., 1881 (То же: О богослужении православной Церкви. Пг., 191615);
- «Минуты пастырского досуга.» СПб., 1882. 2 т.;
- «Таврическая епархия» Псков: тип. Губ. правл., 1887 [Архівовано 9 березня 2017 у Wayback Machine.];
- «О святых таинствах православной Церкви». СПб., 1894;
- «Очерк истории славянских Церквей» 2-е изд. СПб., 1899;
- «Мое прошлое»: Из записок преосвященного Гермогена, еп. Псковского. СПб., 1908;
- «Краткий очерк истории Армянской Церкви. Вероучение Армянской Церкви.» М., 2000. СПб., 2005.